# 恒今基金会
恒今基金会，也译作长远当下基金会、长远看现在基金会，是位于美国旧金山市的非营利组织，旨在促进文化的长期传承。基金会开展的项目多围绕着接下来的1万年的时间跨度。基金会的标志是X，表示罗马数字中的1万。
恒今基金会正在进行的计划有万年钟、罗塞塔项目、（对未来走向进行预测、下注，赢的钱捐给慈善机构）、PanLex（突破语言障碍）等。